# Zheng Haixia
Zheng Haixia (鄭海霞T, 郑海霞S, Zhèng HǎixiáP; Zhecheng, 7 marzo 1967) è un'ex cestista cinese, professionista nella WNBA.

## Carriera
È stata selezionata dalle Los Angeles Sparks al secondo giro dell'Elite Draft del Draft WNBA 1997 (16ª scelta assoluta).
Con la Cina ha disputato quattro edizioni dei Giochi olimpici (Los Angeles 1984, Seul 1988, Barcellona 1992, Atlanta 1996) e quattro dei Campionati mondiali (1983, 1986, 1994, 1998).

## Palmarès
- Migliore nella percentuale di tiro WNBA (1997)